# Herófilo

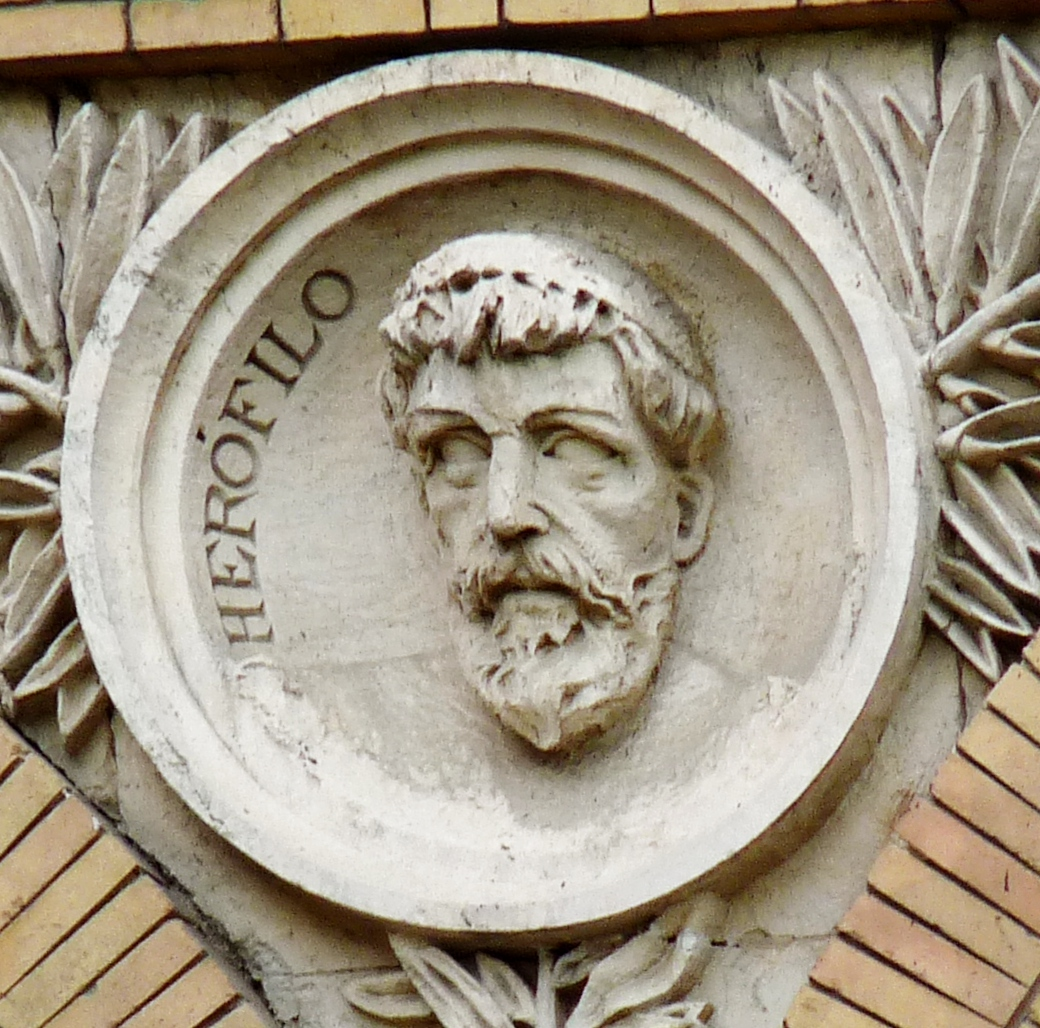
Medallón con un relieve representando a Herófilo en la Antigua Facultad de Medicina de Zaragoza.

Herófilo de Calcedonia (Bitinia, c. 335 a. C. - 280 a. C.) fue un médico griego de la Escuela de Alejandría. Nacido en Calcedonia, pasó la mayor parte de su vida en Alejandría. Fue el primer científico en realizar sistemáticamente disecciones científicas de cadáveres humanos. 
Hizo descubrimientos acerca de la disposición de los vasos del cerebro, llevando hoy día por nombre prensa de Herófilo el confluyente venoso posterior del cerebro. Constató la sincronía del pulso con los latidos del corazón y afirmó que la inteligencia no se encuentra en este, sino en el cerebro.
También estudió el encéfalo mediante disecciones, vivisecciones e investigaciones en animales, describiendo las meninges, los plexos coroideos, el cuarto ventrículo y la confluencia de los senos cerebrales.
El autor cristiano primitivo Tertuliano lo llamo "El carnicero" y afirma que viviseccionó al menos a 600 prisioneros vivos; sin embargo, este relato ha sido cuestionado por muchos historiadores. A menudo se le considera el padre de la anatomía.
Se le atribuyen nueve tratados de anatomía, pero ninguno ha sobrevivido. Su obra, así como la de su contemporáneo Erasístrato de Ceos, desapareció completamente con la destrucción de la primera biblioteca de Alejandría por Julio César. Su conocimiento lo obtenemos a través de citas de autores posteriores, en especial de Galeno.

## Vida
Herófilo nació en Calcedonia en Asia Menor (ahora Kadıköy, Turquía), c. 335 a. C. No se sabe mucho sobre sus primeros años de vida, aparte de que se mudó a Alejandría a una edad bastante joven para comenzar sus estudios.
De adulto, Herófilo fue maestro y autor de al menos nueve textos que van desde su libro titulado Sobre los pulsos, que exploraba el flujo de sangre desde el corazón a través de las arterias, hasta su libro titulado Partería, que analizaba la duración y las fases del parto. En Alejandría, practicó disecciones, a menudo en público, para poder explicar lo que hacía a quienes quedaban fascinados. Erasístrato fue su contemporáneo. Juntos, trabajaron en una escuela de medicina en Alejandría que se dice que atrajo a personas de todo el mundo antiguo debido a la fama de Herófilo.
Herófilo puede ser considerado el primer anatomista. Fue el primero en hacer sistemáticamente disecciones anatómicas de cuerpos humanos en público, de manera sistemática, y sentó las bases de una anatomía más exacta, iniciando esta práctica médica junto a Erasístrato de Ceos. Aunque a veces se ha trasladado el inicio de las disecciones de cadáveres humanos al Renacimiento, esta práctica se inició en la Escuela de Alejandría en el siglo III a. C. Las disecciones de cadáveres humanos estaban prohibidas en la mayoría de los lugares en ese momento, excepto en Alejandría. El enciclopedista romano Aulo Cornelio Celso, en De Medicina, y uno de los primeros teólogos de la Iglesia primitiva, Tertuliano, han señalado que él practicó la vivisección «sobre criminales y esclavos condenados a muerte que se hizo salir de la prisión por orden de los reyes», al menos a 600 prisioneros, aunque esto ha sido cuestionado ya que Herófilo parecía haber creído que las arterias contenían muy poca sangre, lo que no habría creído si no hubiera hecho vivisecciones.
Después de la muerte de Herófilo en 280 a. C., sus hallazgos anatómicos perduraron en los trabajos de otros médicos importantes, en particular Galeno. Aunque en los siglos siguientes y en la época medieval se realizaron disecciones, sólo se añadieron algunas ideas. La disección con el fin de adquirir conocimientos sobre la anatomía humana comenzó de nuevo a principios de los tiempos modernos (Vesalio), de 1600 años después de la muerte de Herófilo.

## Medicina

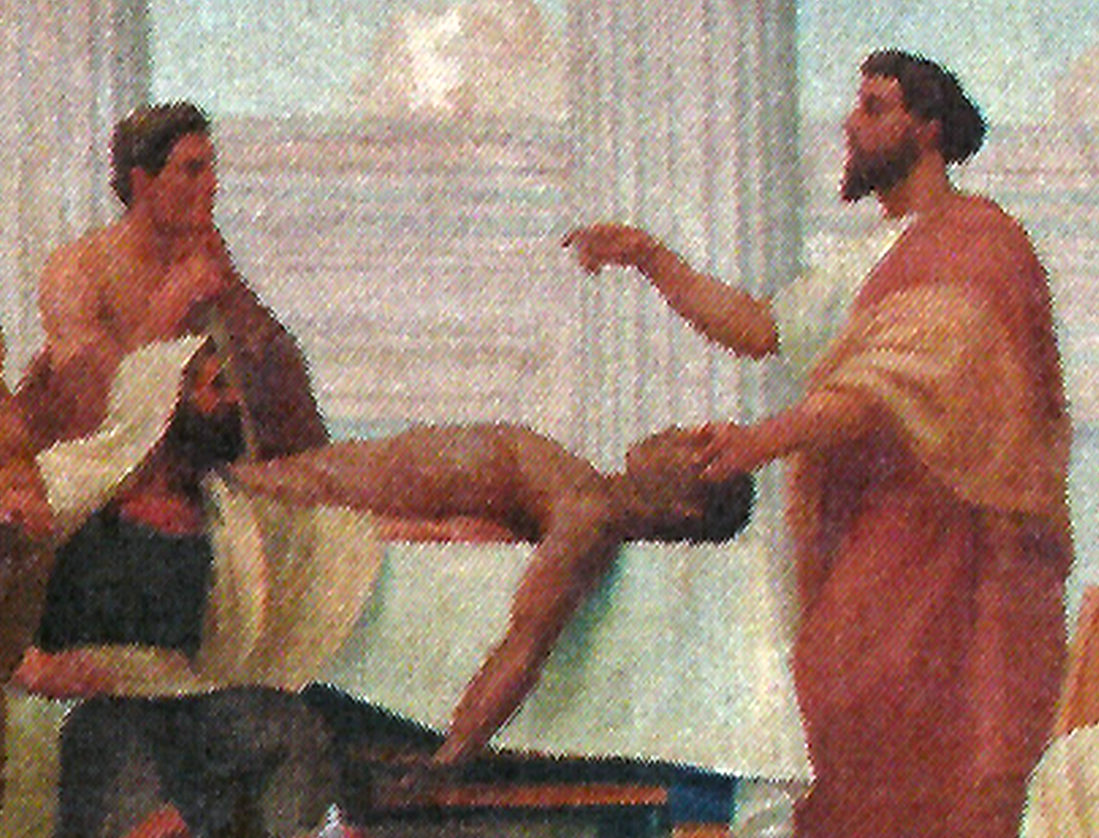
Herófilo (derecha) enseñando anatomía, 1906, de Veloso Salgado (Universidad Nueva de Lisboa).

Herófilo enfatizó el uso del método experimental en medicina, pues consideraba esencial fundamentar el conocimiento sobre bases empíricas. Fue un precursor de la escuela empírica de medicina, fundada por el alumno de Herófilo, Filino de Cos, que combinaba los impulsos empíricos de Herófilo con herramientas críticas tomadas del pirronismo. Sin embargo, los empíricos encontraron que Herófilo tenía deficiencias y lanzaron dos ataques principales contra él:
1. esa anatomía era inútil para la práctica terapéutica y clínica de la medicina, como lo demuestra la propia aceptación de la patología humoral por parte de Herófilo.
2. Era inútil y epistemológicamente incorrecto tratar de encontrar explicaciones causales desde lo evidente a lo no evidente.[10]

La medicina convencional de la época giraba en torno a la teoría de los cuatro humores en la que un desequilibrio entre la bilis, la bilis negra, la flema y la sangre provocaba enfermedades. Se creía que las venas estaban llenas de sangre y una mezcla de aire y agua. A través de disecciones, Herophilus pudo deducir que las venas transportaban únicamente sangre. Después de estudiar el flujo de la sangre, pudo diferenciar entre arterias y venas. Se dio cuenta de que a medida que la sangre fluía por las arterias, éstas pulsaban o palpitaban rítmicamente. Desarrolló estándares para medir el pulso y podía utilizar estos estándares para ayudarlo a diagnosticar enfermedades o dolencias. Para medir este pulso hizo uso de un reloj de agua.
Los trabajos de Herófilo sobre la sangre y sus movimientos le llevaron a estudiar y analizar el cerebro. Propuso que el cerebro albergaba el intelecto y no el corazón. Fue la primera persona en diferenciar entre el cerebro y el cerebelo, y en dar importancia individual a cada porción. Profundizó en la red de nervios situada en el cráneo.
Herófilo estaba particularmente interesado en el ojo. Describió el nervio óptico para ver y el nervio oculomotor para los movimientos oculares. A través de su disección del ojo, descubrió sus diferentes secciones y capas: la "piel" del globo ocular que comprende la córnea (la parte transparente en la parte frontal del ojo a través de la cual la luz comienza a enfocarse en el ojo) y la esclerótica (la parte blanca del ojo), el iris (la parte coloreada del ojo que rodea la pupila), la retina (que contiene las células que convierten la luz en actividad neuronal) y la coroides(una capa entre la retina y la esclerótica que comprende tejido conectivo y vasos sanguíneos que nutren la retina). Herófilo usó el término retiforme para describir la retina, por su parecido con una red de pesca, dando el origen del término moderno.
Un estudio más detallado del cráneo llevó a Herófilo a describir el calamus scriptorius, que creía que era el asiento del alma humana. El análisis de los nervios del cráneo le permitió diferenciar entre nervios y vasos sanguíneos y descubrir las diferencias entre nervios motores y sensoriales. Creía que los nervios sensoriales y motores salían disparados del cerebro y que las transmisiones neuronales se producían por medio de pneuma. Parte de las creencias de Herófilo sobre el cuerpo humano involucraban al pneuma, que él creía que era una sustancia que fluía a través de las arterias junto con la sangre. Para que esto fuera consistente con las creencias médicas de la época, Herófilo afirmó que las enfermedades ocurrían cuando un exceso de uno de los cuatro humores impedía que el pneuma llegara al cerebro.
Herófilo también introdujo muchos otros términos científicos utilizados hasta el día de hoy para describir fenómenos anatómicos. Fue uno de los primeros en introducir la noción de terminología convencional, en contraposición al uso de "nombres naturales", utilizando términos que creó para describir los objetos de estudio, nombrándolos por primera vez. Una confluencia de senos nasales en el cráneo originalmente recibió el nombre de Herófilo torcular en su honor. Torcular es una traducción latina de la etiqueta de Herófilo, ληνός - lenos, 'tina de vino' o 'lagar de vino'. También nombró al duodeno, que forma parte del intestino delgado. Otras áreas de su estudio anatómico incluyen el hígado, el páncreas, y el tracto alimentario, así como las glándulas salivales y los genitales.
A Herófilo se le atribuye haber aprendido ampliamente sobre la fisiología del sistema reproductivo femenino. En su libro Partería, analizó las fases y la duración del embarazo, así como las causas de los partos difíciles. El objetivo de este trabajo era ayudar a las parteras y otros médicos de la época a comprender mejor el proceso de procreación y embarazo. También se le atribuye el descubrimiento del óvulo, y fue el primero en hacer una descripción científica de lo que luego se llamaría glándula de Skene, para lo cual en 2001 se aceptó como segundo término el término próstata femenina.
Herófilo creía que el ejercicio y una dieta saludable eran parte integral de la salud corporal de un individuo. Una vez dijo que "cuando falta la salud, la sabiduría no puede revelarse, el arte no puede manifestarse, la fuerza no puede ejercerse, la riqueza es inútil y la razón es impotente".